# Ctenacis fehlmanni
Ctenacis fehlmanni är en hajart som först beskrevs av Springer 1968.  Ctenacis fehlmanni är ensam i släktet Ctenacis som ingår i familjen Proscylliidae. Inga underarter finns listade i Catalogue of Life.
Arten har en ganska kompakt kropp. På ovansidan finns två ryggfenor och den första börjar ungefär vid bakkanten av bröstfenorna. Analfenans framkant ligger lita bakom den andra ryggfenans framkant. Hela kroppen är täckt med rödbruna fläckar, punkter och band. Denna haj blir upp till 52 cm lång.
Utbredningsområdet ligger vid Oman och vid Afrikas horn. Ctenacis fehlmanni vistas i regioner som ligger 70 till 300 meter under havsytan. Honor lägger inga ägg utan föder levande ungar som har en gulesäck för utvecklingen. Könsmognaden infaller vid en längd av 37 cm för hannar och 44 cm för honor. De minsta observerade ungarna i vattnet var 17 cm långa.
För beståndet är inga hot kända. Fram till 2013 var endast 6 exemplar kända. IUCN kategoriserar arten globalt som livskraftig (LC).